# Savimäe (Mooste)
Savimäe – wieś w Estonii, w prowincji Põlva, w gminie Mooste.